# کاواکامی بیزان
کاواکامی بیزان  (به ژاپنی: 川上 眉山, Kawakami Bizan); ۵ مارس ۱۸۶۹ – ۱۵ ژوئن ۱۹۰۸) شاعر، و رمان‌نویس در دوره میجی اهل ژاپن بود.